# سبتمبر 2007
سبتمبر 2007 هو الشهر التاسع من عام 2007 بدأ يوم السبت، وأنتهى يوم الأحد، وأمتد لثلاثين يومًا.

## بوابة:أحداث جارية
| \| 1 سبتمبر 2007 (السبت) \| عدل \| تاريخ \| راقب \| تصفح \| |     |       |      |      |
| - عاهل الأردن:الحديث عن كونفدرالية قبل قيام دولة فلسطينية مشبوه (العربية) - هيئة علماء المسلمين تدين تصريحات نجاد بملء الفراغ بالعراق (العربية) - طالبان: كوريا دفعت 20 مليون دولار فدية سنشترى بها أسلحة (العربية) - استقالة سيناتور أمريكي لتورطه في فضيحة شذوذ جنسي بمرحاض عام (العربية) - ارتفاع الشغب الجماعي بغوانتانامو-(سي إن إن) - فنلندا تستضيف اجتماعاً للسلام في العراق-(سي إن إن) - المالكي يدعو المليشيات إلى الاقتداء بجيش المهدي (بي بي سي) - الفيفا يبحث فرض فحوص وقائية على قلوب اللاعبين (بي بي سي) |     |       |      |      |
| 1 سبتمبر 2007 (السبت) | عدل | تاريخ | راقب | تصفح |

| \| 2 سبتمبر 2007 (الأحد) \| عدل \| تاريخ \| راقب \| تصفح \| |     |       |      |      |
| - الإعلان عن مقتل زعيم فتح الإسلام شاكر العبسي والسنيورة يشيد بفوز الجيش اللبناني في مخيم نهر البارد ويدعو المانحين لإعماره (العربية) - اعتصامات بغزة للمطالبة بالإفراج عن معتقلين حركة فتح لدى حماس وعباس يقر قانوناً جديداً للانتخابات يقصي حماس من المشاركة بالانتخابات (العربية) - الرئيس الإيراني يؤكد تشغيل 3000 جهاز طرد مركزي (الجزيرة) - زوجة الرئيس المصري تنفي تدهور صحته (بي بي سي) - بري يقترح التوافق على رئيس جديد وتأجيل ملف الحكومة (بي بي سي) - الرئيس الروسي بوتين يحدد موعد الانتخابات النيابية (بي بي سي) - رئيسة وزراء باكستان السابقة بنظير بوتو تعلن إنها ستعود لباكستان قريباً (بي بي سي) - القوات البريطانية في العراق تسلم قصر البصرة وتكتفي بقاعدة وحيدة لجيشها-(سي إن إن) |     |       |      |      |
| 2 سبتمبر 2007 (الأحد) | عدل | تاريخ | راقب | تصفح |

| \| 3 سبتمبر 2007 (الإثنين) \| عدل \| تاريخ \| راقب \| تصفح \| |     |       |      |      |
| - الرئيس الأمريكي يزور العراق بزيارة مفاجأه ويقول أن خفض القوات الأمريكية بالعراق ممكن إذا استمر التقدم الأمني بالأنبار (العربية) - أمين عام الأمم المتحدة بان كي مون يصل السودان للتسريع بنشر قوات مختلطة بدارفور (الجزيرة) - طالبان تهدد بمهاجمة مصالح كورية بأفغانستان-(سي إن إن) - السلطات البنغالية تعتقل رئيسة الوزراء السابقة خالدة ضياء-(سي إن إن) - سولانا يؤكد رفض الاتحاد الأوروبي الاتصال بحماس (بي بي سي) - رئيس وزراء بريطانيا: إنسحبنا من البصرة ولم نهزم (بي بي سي) - حذف كوريا الشمالية من لائحة الارهاب (بي بي سي) |     |       |      |      |
| 3 سبتمبر 2007 (الإثنين) | عدل | تاريخ | راقب | تصفح |

| \| 5 سبتمبر 2007 (الأربعاء) \| عدل \| تاريخ \| راقب \| تصفح \| |     |       |      |      |
| - توجيه اللوم إلى ثلاثة ضباط أمريكيين لدورهم بمجزرة حديثة التي قتل بها 24 عرقيا وتوصية أمريكية بحل الشرطة العراقية بسبب الإنقسامات الطائفية بين أفرادها (العربية) - رئيس المجلس النيابي اللبناني نبيه بري يحدد يوم 25 سبتمبر موعداً لانتخاب رئيساً جديداً للجمهورية (العربية) - إسرائيل تستبعد عملية عسكرية واسعة على غزة (الجزيرة) - حكومة أردوغان الجديدة تنال ثقة البرلمان التركي (الجزيرة) - ألمانيا تحبط مخطط إرهابي كبير (بي بي سي) - قائد عسكري أمريكي يلمح إلى خفض القوات الأمريكية بالعراق (بي بي سي) - مطرب الأوبرا الشهير بافاروتي في حالة صحية خطيرة (بي بي سي) - تهمتان عقوبتهما الحبس لرئيس تحرير صحيفة بمصر بعد أن نشر شائعات عن وفاة الرئيس مبارك (رويترز) |     |       |      |      |
| 5 سبتمبر 2007 (الأربعاء) | عدل | تاريخ | راقب | تصفح |

| \| 6 سبتمبر 2007 (الخميس) \| عدل \| تاريخ \| راقب \| تصفح \| |     |       |      |      |
| - سوريا تحتفظ بحق الرد بعدما قصف الطيران الإسرائيلي أراضيها والجيش الإسرائيلي والبيت الأبيض تمتنعا عن التعليق (العربية) - الرئيس الجزائري عبد العزيز بوتفليقة ينجو من تفجير إنتحاري يستهدف مستقبليه في باتنة أدى لقتل 15 شخصا وجرح 74 آخرين (العربية) - أيهود باراك وزير الدفاع الإسرائيلي يهدد بعملية واسعة على غزة إذا تواصل إطلاق الصواريخ (العربية) - عقد مؤتمر للمعارضة الصومالية بأسمرا والعنف يتواصل (الجزيرة) - الجامعة العربية تريد مؤتمر سلام بمضمون وإطار زمني (الجزيرة) - بريطانيا تؤكد دعمها لإنضمام تركيا للإتحاد الأوروبي (بي بي سي) - الجهاد وشهداء الأقصى يهاجمان موقعاً إسرائيلياً-(سي إن إن) - وفاة الأوبرالي العالمي بافاروتي عن 71 عاماً-(سي إن إن) |     |       |      |      |
| 6 سبتمبر 2007 (الخميس) | عدل | تاريخ | راقب | تصفح |

| \| 7 سبتمبر 2007 (الجمعة) \| عدل \| تاريخ \| راقب \| تصفح \| |     |       |      |      |
| - بن لادن يدعو الأمريكيين إلى الإسلام إذا أرادوا للحرب أن تنتهي-(سي إن إن) - مون: ليبيا المحطة القادمة لمباحثات السلام بإقليم دار فور-(سي إن إن) - بوش: الولايات المتحدة ترغب في السلام مع كوريا الشمالية-(سي إن إن) - إقبال ضعيف على الانتخابات البرلمانية المغربية (بي بي سي) - السويد تسعى لاحتواء أزمة سببها رسم يمس النبي محمد (بي بي سي) - الكنيسة الكاثوليكية تدفع تعويضات في قضايا انتهاكات جنسية (بي بي سي) - إصابة 20 شخصا لدى تفريق القوة التنفيذية لحماس المصلين في غزة وإطلاق سراح قياديين من فتح وفصائل أخرى إثر اعتقالهم (العربية) - الحكم على إيران بدفع ملياري دولار لأهالي جنود مارينز قتلوا بلبنان عام 1983 والسلطات الأمريكية تنسب الاعتداء لحزب الله (العربية) |     |       |      |      |
| 7 سبتمبر 2007 (الجمعة) | عدل | تاريخ | راقب | تصفح |

| \| 8 سبتمبر 2007 (السبت) \| عدل \| تاريخ \| راقب \| تصفح \| |     |       |      |      |
| - في استمرار مسلسل العمليات الإنتحارية في الجزائر: هجوم إنتحاري على ثكنة عسكرية يخلف 30 قتيلاً (العربية) - الإسلاميون يفشلون في تحقيق اختراق وإمتناع تاريخي بانتخابات البرلمان في المغرب حيث لم تتجاوز نسبة الناخبين الذين ادلوا باصواتهم ال41 (العربية) - توقيف نائب في البرلمان المصري بسبب فضيحة توريد أكياس دم ملوث مع 6 أشخاص آخرين بينهم شقيقته (العربية) - شريف يعلن العودة لباكستان رغم مناشدات له بالتأجيل (الجزيرة) - القذافي يتعهد لبان بإشراك جميع فصائل دار فور بالمفاوضات (الجزيرة) - محمد دحلان: فتح لا ترى امالا كبيرة في التوصل إلى اتفاق سلام (رويترز) - ذقن بن لادن يثير ريبة أذكياء الاعلام (بي بي سي) - إسرائيل تواجه معضلة سكانية جديدة (بي بي سي) - زعماء إبيك يوافقون على مزيد من خفض انبعاث الغازات (بي بي سي) - الألفية المسيحية في أثيوبيا متأخرة سبع سنوات (بي بي سي) |     |       |      |      |
| 8 سبتمبر 2007 (السبت) | عدل | تاريخ | راقب | تصفح |

| \| 9 سبتمبر 2007 (الأحد) \| عدل \| تاريخ \| راقب \| تصفح \| |     |       |      |      |
| - اعتقالات بالجزائر ومظاهرات تنديد بتفجيري باتنة ودلس (الجزيرة) - مبارك: مؤتمر السلام بدون تحضيرات وجدول أعمال قد يفشل (الجزيرة) - رئيس وزراء العراق نوري المالكي يطالب دول الجوار بالعمل بجد لإنهاء العنف (الجزيرة) - نواز شريف يغادر لندن في طريق عودته إلى باكستان بعد سنوات في المنفى (بي بي سي) - فتح تنظم إضرابا في قطاع غزة (بي بي سي) - عباس يحث أولمرت على البدء في صياغة مسودة اتفاق (رويترز) - مسؤولة أمريكية تصف بن لادن بانه عاجز فعليا عن عمل شيء عدا تسجيل أشرطة (رويترز) - توقعات بأن يعارض مسؤولان أمريكيان تغيير السياسة الأمريكية في العراق (رويترز) - عمدة مقديشو يؤكد بدء حوار بين حكومة الصومال والمحاكم الإسلامية وذلك في إطار مصالحة بين جميع الأطياف في البلاد (العربية) |     |       |      |      |
| 9 سبتمبر 2007 (الأحد) | عدل | تاريخ | راقب | تصفح |

| \| 10 سبتمبر 2007 (الإثنين) \| عدل \| تاريخ \| راقب \| تصفح \| |     |       |      |      |
| - في لقاء ركز على صيغة وثيقة ستـرفع إلى المؤتمر الدولي للسلام أولمرت وعباس يتفقان على إطلاق أسرى فلسطينيين وحل على أساس دولتين (العربية) - واشنطن: حزب الله الذي تعتبره الولايات المتحدة منظمة إرهابية قد يشن هجوما على أمريكا إذا ما شعر بالتهديد (العربية) - إبعاد نواز شريف إلى السعودية بعد ساعات من وصوله إلى باكستان وذلك إثر توقيفه بالمطار بتهم تتعلق بالفساد (العربية) - بيروت: شاكر العبسي زعيم فتح الإسلام ما زال حياً-(سي إن إن) - بتريوس: خفض القوات الأمريكية بالعراق الصيف القادم-(سي إن إن) - الحكومة الفلسطينية المقالة تحقق في الاعتداءات على الصحفيين بغزة (الجزيرة) - مقتل 27 وإصابة العشرات بهجوم في هلمند بأفغانستان (الجزيرة) |     |       |      |      |
| 10 سبتمبر 2007 (الإثنين) | عدل | تاريخ | راقب | تصفح |

| \| 11 سبتمبر 2007 (الثلاثاء) \| عدل \| تاريخ \| راقب \| تصفح \| |     |       |      |      |
| - اصابة 30 جنديا إسرائيليا في هجوم صاروخي من غزة (رويترز) - رئيس برلمان العراق يتهم الحكومة بالفشل ويدعو لتشكيل حكومة جديدة (رويترز) - العراق يرحب بالتقرير الأمريكي ويقول انه بحاجة إلى مزيد من الوقت (رويترز) - الأمم المتحدة: مهاجرون لليمن لقوا حتفهم ضربا وطعنا وغرقا (رويترز) - الغاء زيارة وزير الخارجية السوري للسعودية (رويترز) - احالة رئيس تحرير مصري للمحاكمة بتهمة نشر شائعات عن صحة الرئيس مبارك (رويترز) - الأمم المتحدة: قواعد تأشيرات دخول سوريا تغلق طريق هرب العراقيين (رويترز) - منظمة الصحة العالمية : الكوليرا تصيب 7000 في العراق (رويترز) - تسرب مادة سامة في مطار بن جوريون الإسرائيلي واصابة 3 اشخاص (رويترز) - وزير خارجية فرنسا كوشنير يلتقي أولمرت وعباس ويتوجه إلى السعودية (الجزيرة) - طهران تهدد برد حاسم ضد أي عدوان أميركي (الجزيرة) - صحفيون عرب في سويسرا يعلنون تأسيس منظمة جديدة لإيجاد معاهدة دولية لحماية الصحفيين (الجزيرة) - بري: على الأغلبية البرلمانية في لبنان قبول مبادرتي بدون ولكن ويحذر من وقوع الفوضى إذا لم ينتخب رئيس جديد (العربية) - الإعلان عن أن شهر رمضان سيبدأ يوم الخميس في أغلب الدول الإسلامية وفي ليبيا يبدأ يوم الأربعاء (العربية) |     |       |      |      |
| 11 سبتمبر 2007 (الثلاثاء) | عدل | تاريخ | راقب | تصفح |

| \| 12 سبتمبر 2007 (الأربعاء) \| عدل \| تاريخ \| راقب \| تصفح \| |     |       |      |      |
| - المالكي يتعهد بعدم زج الجيش العراقي في حروب جوار كما فعل صدام (العربية) - السعودية تقاطع مؤتمر السلام الذي دعى له بوش وتراه عديم الجدوى (العربية) - سوريا تحتج على غارة إسرائيل عليها وأمريكا تبررها لوقف تسليح حزب الله وذلك بعد أنباء عن كونها استهدفت شحنة أسلحة قادمة من إيران (العربية) - ضحايا ودمار بزلزالي إندونيسيا وإلغاء تحذيرات تسونامي (الجزيرة) - رايس قريبا بالشرق الأوسط وعباس ينفي اتفاق النقاط الثماني (الجزيرة) - العراق يتوقع خفضا كبيرا للقوات الأميركية نهاية عام 2008 (الجزيرة) - روسيا تعلن امتلاكها أقوى قنبلة غير نووية في العالم-(سي إن إن) - رئيس وزراء اليابان شينزو آبي يقرر الإستقالة من منصبه بعد سلسلة فضائح وإخفاقات-(سي إن إن) - إيران لن توقف تخصيب اليورانيوم (بي بي سي) - إعتقال ثلاث إسلاميين في النمسا (بي بي سي) - النفط يحطم حاجز 80 دولار للبرميل (بي بي سي) |     |       |      |      |
| 12 سبتمبر 2007 (الأربعاء) | عدل | تاريخ | راقب | تصفح |

| \| 14 سبتمبر 2007 (الجمعة) \| عدل \| تاريخ \| راقب \| تصفح \| |     |       |      |      |
| - بوتو تعلن موعد عودتها إلى باكستان (بي بي سي) - خامنئي بشن هجوما لاذعا على بوش (بي بي سي) - حكومة المالكي نجحت في نصف الأهداف المطلوبة أمريكيا-(سي إن إن) - بوش يقر انسحاباً جزئياً من العراق ويهدد سوريا وإيران-(سي إن إن) - البشير يعلن استعداد الخرطوم لوقف إطلاق النار بدارفور-(سي إن إن) |     |       |      |      |
| 14 سبتمبر 2007 (الجمعة) | عدل | تاريخ | راقب | تصفح |

| \| 16 سبتمبر 2007 (الأحد) \| عدل \| تاريخ \| راقب \| تصفح \| |     |       |      |      |
| - القوات الأمريكية تعتقل مدبر مقتل عبد الستار بوريشة زعيم تجميع صحوة الأنبار (بي بي سي) - مسيرات حول العالم من أجل السلام في دار فور (بي بي سي) - الجيش اللبناني يعتقل 4 من عناصر فتح الإسلام بينهم الناطق الرسمي باسمه (بي بي سي) - معارضون سوريون يجتمعون في برلين (بي بي سي) - إسرائيل تأخذ على محمل الجد تهديد سوريا بالرد على انتهاك أجوائها (العربية) - آلاف يتظاهرون في واشنطن ويطالبون بإنهاء الحرب في العراق (العربية) - التيار الصدري ينسحب رسمياً من الإئتلاف العراقي الموحد (الجزيرة) - تحطم طائرة تقل 130 راكباً في منتجع سياحي جنوب تايلاند-(سي إن إن) |     |       |      |      |
| 16 سبتمبر 2007 (الأحد) | عدل | تاريخ | راقب | تصفح |

| \| 17 سبتمبر 2007 (الإثنين) \| عدل \| تاريخ \| راقب \| تصفح \| |     |       |      |      |
| - برويز مشرف ينوي ترك قيادة الجيش وحكم باكستان كرئيس مدني وذلك بعد أن يضمن انتخابه لفترة ثانية في أكتوبر القادم (العربية) - طهران تهاجم فرنسا بعد تصريحات حول استعدادها لحرب معها (العربية) - حزب الدعوة الإسلامية تنظيم العراق يخطط للانسحاب من الائتلاف العراقي الموحد (العربية) - حزب رئيس وزراء اليونان يفوز بالانتخابات النيابية والمعارضة تعترف بالخسارة (الجزيرة) - الحكومة الفلسطينية برئاسة سلام فياض توقف مخصصات نواب حماس في التشريعي (الجزيرة) - حكومة المالكي تسحب ترخيص شركة أمن أمريكية قتلت 8 مدنيين-(سي إن إن) - ويسلي كلارك يعرب عن دعمه لهيلاري كلينتون في الانتخابات الرئاسية-(سي إن إن) - وكالة الطاقة الذرية تبدأ في مناقشة البرنامج النووي الإيراني (بي بي سي) |     |       |      |      |
| 17 سبتمبر 2007 (الإثنين) | عدل | تاريخ | راقب | تصفح |

| \| 18 سبتمبر 2007 (الثلاثاء) \| عدل \| تاريخ \| راقب \| تصفح \| |     |       |      |      |
| - الأردن والولايات المتحدة يوقعان اتفاقية تعاون نووي-(سي إن إن) - السعودية توقع صفقة لشراء 72 طائرة مقاتلة من بريطانيا-(سي إن إن) - كوريا الشمالية تنفي أي تعاون نووي سري مع سوريا وتصف هذه المزاعم بالمؤامرة غير المحبوكة-(سي إن إن) - الصين تدين مسيرات تايوان الحاشدة للمطالبة بالإنضمام للأمم المتحدة-(سي إن إن) - قائد القوات الأمريكية في العراق يتهم إيران بأنها تلعب دوراً مدمراً في العراق (بي بي سي) - وزير خارجية روسيا سيرجي لافروف يعلن إنه لا يوجد حل عسكري للمشكلات مع إيران (بي بي سي) - مباحثات بين مصر وإيران لاستئناف علاقاتهما المقطوعة منذ الثمانينات القرن العشرين (بي بي سي) - صحوة الأنبار يتعهد بالقضاء على تنظيم القاعدة في العراق قبل نهاية العام (العربية) - على الرغم من تحفظاتهم على قانون الصوت الواحد مصادر تقول أن إسلاميو الأردن يقررون خوض الانتخابات البرلمانية المقبلة (العربية) - المعارضة السورية تقرر بدء العمل الميداني لتغيير حكم الأسد وذلك من خلال العصيان المدني للتغيير سلمياً (العربية) - تحذير أممي من تفاقم معاناة لاجئي العراق (الجزيرة) |     |       |      |      |
| 18 سبتمبر 2007 (الثلاثاء) | عدل | تاريخ | راقب | تصفح |

| \| 19 سبتمبر 2007 (الأربعاء) \| عدل \| تاريخ \| راقب \| تصفح \| |     |       |      |      |
| - البرادعي مدير عام الوكالة الدولية للطاقة الذرية يهاجم دعاة ضرب إيران (بي بي سي) - السفير الأمريكي في العراق كروكر يعلن الاتفاق بين البلدين على تحقيق مشترك في حادثة شركة بلاك ووتر (بي بي سي) - واشنطن: تصريحات إيران بضرب إسرائيل غير بناءه (بي بي سي) - إغتيال النائب في البرلمان اللبناني أنطوان غانم (العربية) - إسرائيل تعلن غزة كيانا معاديا وذلك تمهيدا لقطع المياه ومصادر الطاقة عنها وحماس تعتبره إعلان حرب (العربية) - بان بحث مع البشير تسليم مشتبه فيهما للمحكمة الدولية (الجزيرة) - انسحاب نائبين من قائمة رئيس وزراء العراق الأسبق علاوي (الجزيرة) - غول وأردوغان يدعوان لإنهاء حظر الحجاب بالجامعات التركية (الجزيرة) - رايس تبدأ تحركاً دبلوماسياً جديداً بزيارة إلى المنطقة-(سي إن إن) - تكليف عباس الفاسي برئاسة الحكومة المغربية-(سي إن إن) |     |       |      |      |
| 19 سبتمبر 2007 (الأربعاء) | عدل | تاريخ | راقب | تصفح |

| \| 21 سبتمبر 2007 (الجمعة) \| عدل \| تاريخ \| راقب \| تصفح \| |     |       |      |      |
| - البرغوثي يعلن إنه سيترشح للرئاسة ويعد انقلاب حماس طعنة بظهر الفلسطينيين وحكومة هنية المقالة تنفي إجراء اتصالات مع إسرائيل (العربية) - نائب الرئيس العراقي طارق الهاشمي يهدد بالإنسحاب من مجلس الرئاسة إذا لم يستجب لمطالب التوافق (العربية) - مجلس الأمن يدين إغتيال النائب أنطوان غانم الذي شيع في مأتم شعبي ويدعو إلى إجراء انتخابات الرئاسة اللبنانية في موعدها (العربية) - نيويورك ترفض طلبا لأحمدي نجاد بزيارة موقع مركز التجارة العالمي أثناء زيارته للمدينة لحضور دورة الجمعية العامة للأمم المتحدة (العربية) - رايس تأمر بتقييم أمن الدبلوماسيين بعد إعادة بلاك ووتر (الجزيرة) - مشرف يجري تعديلات بالجيش وتظاهرات ترفض ترشحه (الجزيرة) - منظمات حقوقية إسرائيلية تحذر من عقاب جماعي للمدنيين بغزة (الجزيرة) - عودة استهداف الأوروبيين في الجزائر غداة خطاب الظواهري-(سي إن إن) - كاسترو يظهر امام الملأ لأول مرة منذ 3 أشهر (بي بي سي) |     |       |      |      |
| 21 سبتمبر 2007 (الجمعة) | عدل | تاريخ | راقب | تصفح |

| \| 23 سبتمبر 2007 (الأحد) \| عدل \| تاريخ \| راقب \| تصفح \| |     |       |      |      |
| - إسرائيل تفرج عن تسعين سجينا فلسطينيا مجملهم من فتح (بي بي سي) - الأمم المتحدة تبدي استعدادها لتعزيز دورها في العراق (بي بي سي) - الشرطة الإسرائيلية تفشل عملية إنتحارية في تل أبيب عشية عيد الغفران اليهودي (بي بي سي) - إسرائيل صادرت معدات نووية كورية شمالية من سوريا وذلك في غارة لم يعلن عنها على قاعدة عسكرية بدير الزور (العربية) - توقع تأجيل انتخاب رئيس جديد للبنان وذلك لعدم اتفاق الموالاة والمعارضة على اسم الرئيس وبري يمكن أن يدعو لجلسة ثانية بأكتوبر إفساحاً للمجال لإنهاء الأزمة (العربية) - قيادات فتح تقرر العودة إلى غزة وعباس يبارك الخطوة (العربية) - اليابان: ياسو فوكودا زعيماً للحزب الحاكم خلفاً لشينزو آبي-(سي إن إن) |     |       |      |      |
| 23 سبتمبر 2007 (الأحد) | عدل | تاريخ | راقب | تصفح |

| \| 26 سبتمبر 2007 (الأربعاء) \| عدل \| تاريخ \| راقب \| تصفح \| |     |       |      |      |
| - أحمدي نجاد يؤكد أن ملف إيران النووي بات مقفلا ويشن هجوماً على الولايات المتحدة وذلك في كلمته أمام الجمعية العامة للأمم المتحدة (العربية) - وزير إسرائيلي يعرض إطلاق البرغوثي مقابل الجندي شاليط (العربية) - فقدان النصاب يرجئ انتخاب رئيس جديد للبنان إلى 23 أكتوبر والأكثرية النيابية تقول إنها ستنتخب رئيساً بالنصف زائد واحد بالجلسة التالية (العربية) - الجيش يقمع مظاهرات الرهبان في بورما (بي بي سي) - عمال مضربون في مصر يسيطرون على مصنع غزل المحلة (بي بي سي) - 64 قتيلاً وجريحاً بالعراق ومصادر تكشف خفايا هجوم مسجد بعقوبة-(سي إن إن) - نوري المالكي: أبرز إنجازات الحكومة تفادي حرب طائفية-(سي إن إن) - إيساف تعلن مقتل العشرات من طالبان وكرزاي يطلب العون (الجزيرة) - بوش يدعو لنشر القوات بدار فور والبشير مع حل داخلي (الجزيرة) - بوتو يترشح كمنافس لمشرف في انتخابات الرئاسة الباكستانية (الجزيرة) |     |       |      |      |
| 26 سبتمبر 2007 (الأربعاء) | عدل | تاريخ | راقب | تصفح |

| \| 29 سبتمبر 2007 (السبت) \| عدل \| تاريخ \| راقب \| تصفح \| |     |       |      |      |
| - البرلمان الإيراني يعتبر الجيش الأميركي وCIA إرهابيين (الجزيرة) - الأكراد يرحبون والشيعة والسنة يرفضون قرار تقسيم العراق (الجزيرة) - عباس يؤكد التزام السلطة الفلسطينية تجاه السلام-(سي إن إن) - الجيش يفرض سيطرته على ميانمار ووصول الموفد الدولي إليها-(سي إن إن) - البنتاغون تسمح لأربع عشر معتقلاً بغوانتانامو بتوكيل محامين-(سي إن إن) - سوريا تتهم إسرائيل بنشر تقارير مضللة حول غارة جوية عليها (رويترز) - مصر: عمال المحلة ينهون إضرابهم (بي بي سي) - اللجنة الانتخابية في باكستان توافق على ترشيح مشرف واحتجاج عنيف بباكستان رداً على ذلك (العربية) - برنار كوشنير وزير الخارجية الفرنسي يكشف عن 14 عقوبة قد يتم فرضها على طهران بسبب تصاعد أزمة الملف النووي الإيراني (العربية) |     |       |      |      |
| 29 سبتمبر 2007 (السبت) | عدل | تاريخ | راقب | تصفح |

| أحداث جارية |
| --- |
| - أزمة الدين الحكومي اليوناني - جائحة فيروس كورونا 2019–20 - التدخل العسكري الروسي في أوكرانيا - التدخل العسكري الروسي في سوريا - الحرب الأهلية السورية - الهجوم على شمال غرب سوريا (2024) - الحرب الأهلية السودانية 2023 - عملية طوفان الأقصى - الحرب الفلسطينية الإسرائيلية (الخط الزمني) - صراع حزب الله وإسرائيل (2023–الآن) - - أزمة البحر الأحمر - الهجمات على القواعد الأمريكية في العراق وسوريا 2023 - الأزمة الإنسانية في غزة (2023 – الآن) تفاصيل أكثر النزاعات الجارية أدناه |

| وفيات حديثة |
| --- |
| - 17 مارس: أبو حمزة - 17 مارس: لي شاو كي - 17 مارس: أبو إسحاق الحويني - 18 مارس: قسطنطين رودريغيز - 18 مارس: عبد الرحمن حاجي أحمدي - 18 مارس: مارشال راوش - 18 مارس: نادية كاسيني - 18 مارس: دينيز باوتشر - 18 مارس: جان ميشيل (سياسي) - 18 مارس: عصام الدعاليس - 18 مارس: محمود أبو وطفة - 18 مارس: ولامير ماركيز - 19 مارس: أندريا ديليباشيتش - 19 مارس: كالسترات كوتسوف - 19 مارس: هيرنان غودوي - 20 مارس: عثمان سيناف - 20 مارس: نورمان كلارك - 20 مارس: إدي جوردان - 20 مارس: رالف مونرو - 20 مارس: إدي أدكوك |

| نزاعات جارية |
| --- |
| - التدخل العسكري الدولي ضد تنظيم الدولة الإسلامية (داعش) - الكاميرون - الحرب الأهلية الكاميرونية - جمهورية إفريقيا الوسطى - حرب جمهورية إفريقيا الوسطى الأهلية (2012–الآن) - جمهورية الكونغو الديموقراطية - تمرد القوات الديمقراطية المتحالفة - صراع كيفو - الحرب الأهلية الأثيوبية (2018-حاليا) - صراع أمهرة [الإنجليزية] - موزمبيق - التمرد الإسلاموي في موزمبيق - نيجيريا - تمرد بوكو حرام - التمرد الإسلامي في الساحل - تمرد الجهاديين في بوركينا فاسو · حرب مالي - الحرب الأهلية الصومالية - الحرب في الصومال (2009–الآن) - السودان - الحرب الأهلية السودانية 2023 - النزاع في أفغانستان - النزاع بين طالبان والدولة الإسلامية في أفغانستان - صراع بنجشير - الهند - التمرد في جامو وكشمير - العصيان الماوي-الناكسالي - إندونيسيا - أزمة بابوا - الصراع الداخلي في ميانمار - الحرب الأهلية في ميانمار (2021-الحاضر) - باكستان - صراع بلوشستان - عصيان خيبر بختونخوا - الصراع الأهلي في الفلبين - التمرد الشيوعي في الفلبين - الحرب الروسية الأوكرانية - الغزو الروسي لأوكرانيا 2022 - صراع العراق (2003–الآن) - التمرد العراقي (2017–الآن) - صراع إسرائيل وغزة - الحرب الفلسطينية الإسرائيلية 2023 - هجمات الحوثيين على إسرائيل (2023 - 2024) - الحرب الأهلية السورية - التدخل الأجنبي في الحرب الأهلية السورية - تركيا - الولايات المتحدة - اليمن - الحرب الأهلية اليمنية (2014–الآن) - التدخل العسكري في اليمن |